# Nutria
Nutria /šp. =vidra; u pl. Las Nutrias/, poljodjelsko selo Zuñi Indijanaca s gornje pritoke rijeke Zuñi, oko 23 milje sjeveroistočno od Zuñija u okrugu Valencia u Novom Meksiku. Ovo naselje naseljeno je jedino tijekom vremena sadnje i žetvenih poslova. U blizini se nalaze i ostaci istoimenog predpovijesnog puebla.
Indijanski naziv puebla je Tâ'-iakwin, =seed (corn) place ili  'planting place '.

## Vanjske poveznice
- Ancient architecture of the Southwest